# Дескальси дель Кастильо, Рикардо
Рикардо Дескальси дель Кастильо (исп. Ricardo Descalzi del Castillo; 22 сентября 1912, Риобамба, Эквадор — 29 ноября 1990, Кито, Эквадор) — писатель, драматург, искусствовед.

## Биография
Рикардо Дескальси дель Кастильо родился в Риобамбе 22 сентября 1912 года. Он был сыном итальянца Марио Дескальси-Виньоло и эквадорки Марии-Исабель дель Кастильо-Валенсия. Его отец умер от пневмонии в 1914 году.
В 6 лет он поступил в среднюю школу — в колледж Сантистефан в Гуаякиле, где в возрасте 8 лет написал свой первый рассказ. В 1926 году перешёл в колледж Мехия в Кито в 1926 году, где написал роман «Пресный хлеб» о бездомных.
Вместе со своими однокурсниками Хосе Альфредо Льереной и Артуро Менесесом в 1928 году основал журнал «Желобки». После окончания средней школы в 1932 году, опубликовал роман об ученической жизни под названием «Гисмондо». Он умер 29 ноября 1990 году от ишемической болезни.